# Next Generation ATP Finals 2024 - Singolare
Il singolare delle Next Generation ATP Finals 2024, nell'ambito dell'ATP Tour 2024, si è giocato al King Abdullah Sports City di Gedda, in Arabia Saudita, dal 18 al 22 dicembre 2024. Hamad Međedović era il detentore del titolo, ma non ha potuto partecipare a questa edizione in quanto ha superato il limite di età.
In finale João Fonseca ha sconfitto Learner Tien con il punteggio di 2-4, 4-3(8), 4-0, 4-2.

## Teste di serie
1. Arthur Fils (round robin)
2. Alex Michelsen (semifinale)
3. Jakub Menšík (round robin)
4. Shang Juncheng (round robin)

1. Learner Tien (finale)
2. Luca Van Assche (semifinale)
3. Nishesh Basavareddy (round robin)
4. João Fonseca (campione)

### Riserve
1. Martín Landaluce (non ha giocato)

1. Henrique Rocha (non ha giocato)

## Tabellone

### Legenda
| - Q = Qualificato - WC = Wild card - LL = Lucky loser | - ALT = Alternate - SE = Special Exempt - PR = Protected Ranking | - w/o = Walkover - r = Ritirato - d = Squalificato |

### Parte finale
|  | Semifinali | Semifinali      | Semifinali      | Semifinali      | Semifinali | Semifinali | Semifinali |  |  | Finale | Finale       | Finale       | Finale | Finale | Finale | Finale |  |
|  |            |                 |                 |                 |            |            |            |  |  |        |              |              |        |        |        |        |  |
|  | 8          | João Fonseca    | João Fonseca    | João Fonseca    | 4          | 4          | 4          |  |  |        |              |              |        |        |        |        |  |
|  | 6          | Luca Van Assche | Luca Van Assche | Luca Van Assche | 2          | 2          | 1          |  |  | 8      | João Fonseca | João Fonseca | 2      | 4      | 4      | 4      |  |
|  | 2          | Alex Michelsen  | 4               | 2               | 4          | 0          | 1          |  |  | 5      | Learner Tien | Learner Tien | 4      | 38     | 0      | 2      |  |
|  | 5          | Learner Tien    | 2               | 4               | 1          | 4          | 4          |  |  |        |              |              |        |        |        |        |  |

### Gruppo Blu
|   |              | Fils                       | Menšík                                 | Tien                             | Fonseca                                | RR V-P | Set V-P      | Game V-P       | Classifica |
| 1 | Arthur Fils  |                            | 4–2, 4–3(4), 4–2                       | 2–4, 2–4, 4–3(4), 3(5)–4         | 4–3(9), 2–4, 1–4, 4–1, 1–4             | 1-2    | 6-6 (50%)    | 35-38 (47.95%) | 3          |
| 3 | Jakub Menšík | 2–4, 3(4)–4, 2–4           |                                        | 3(6)–4, 3(3)–4, 4–2, 4–2, 3(8)–4 | 4–3(4), 3(8)–4, 3(5)–4, 4–3(4), 3(5)–4 | 0-3    | 4-9 (30.77%) | 41-46 (47.13%) | 4          |
| 5 | Learner Tien | 4–2, 4–2, 3(4)–4, 4–3(5)   | 4–3(6), 4–3(3), 2–4, 2–4, 4–3(8)       |                                  | 0–4, 0–4, 4–1, 2–4                     | 2–1    | 7-6 (53.85%) | 37-41 (47.44%) | 2          |
| 8 | João Fonseca | 3(9)–4, 4–2, 4–1, 1–4, 4–1 | 3(4)–4, 4–3(8), 4–3(5), 3(4)–4, 4–3(5) | 4–0, 4–0, 1–4, 4–2               |                                        | 3–0    | 9-5 (64.29%) | 47-35 (57.32%) | 1          |

La classifica viene stilata in base ai seguenti criteri: 1) Numero di vittorie; 2) Numero di partite giocate; 3) Scontri diretti (in caso di due giocatori pari merito); 4) Percentuale di set vinti o di game vinti (in caso di tre giocatori pari merito); 5) Ranking ATP

### Gruppo Rosso
|   |                     | Michelsen                | Shang                    | Van Assche               | Basavareddy              | RR V-P | Set V-P      | Game V-P       | Classifica |
| 2 | Alex Michelsen      |                          | 4–1, 1–1 rit.            | 1–4, 4–2, 4–3(6), 4–3(5) | 2–4, 4–3(5), 4–3(4), 4–2 | 3–0    | 9-2 (81.82%) | 39-24 (61.9%)  | 1          |
| 4 | Shang Juncheng      | 1–4, 1–1 rit.            |                          | 3(3)–4, 4–2, 1–4, 3(5)–4 | 4–3(4), 2–4, 2–4, 1–4    | 0–3    | 2-9 (18.18%) | 20-41 (32.79%) | 4          |
| 6 | Luca Van Assche     | 4–1, 2–4, 3(6)–4, 3(5)–4 | 4–3(3), 2–4, 4–1, 4–3(5) |                          | 3(2)–4, 4–3(7), 4–2, 4–2 | 2–1    | 7-5 (58.33%) | 41-35 (53.95%) | 2          |
| 7 | Nishesh Basavareddy | 4–2, 3(5)–4, 3(4)–4, 2–4 | 3(4)–4, 4–2, 4–2, 4–1    | 4–3(2), 3(7)–4, 2–4, 2–4 |                          | 1–2    | 5-7 (41.67%) | 38-38 (50%)    | 3          |

La classifica viene stilata in base ai seguenti criteri: 1) Numero di vittorie; 2) Numero di partite giocate; 3) Scontri diretti (in caso di due giocatori pari merito); 4) Percentuale di set vinti o di game vinti (in caso di tre giocatori pari merito); 5) Ranking ATP
Il ritiro di Shang viene contato come una vittoria per 4–0, 4–0, 4–0 per Michelsen.